# Rosen och svärdet
Rosen och svärdet (franska: La Rose et le glaive) är ett Asterixalbum som publicerades första gången 1991. Manus och teckningar är av Albert Uderzo.
Den svenska utgåvan är utgiven av Serieförlaget/Hemmets Journal i Malmö. Den svenska översättningen har gjorts av Ingrid Emond och textningen av Gerd Mattsson.

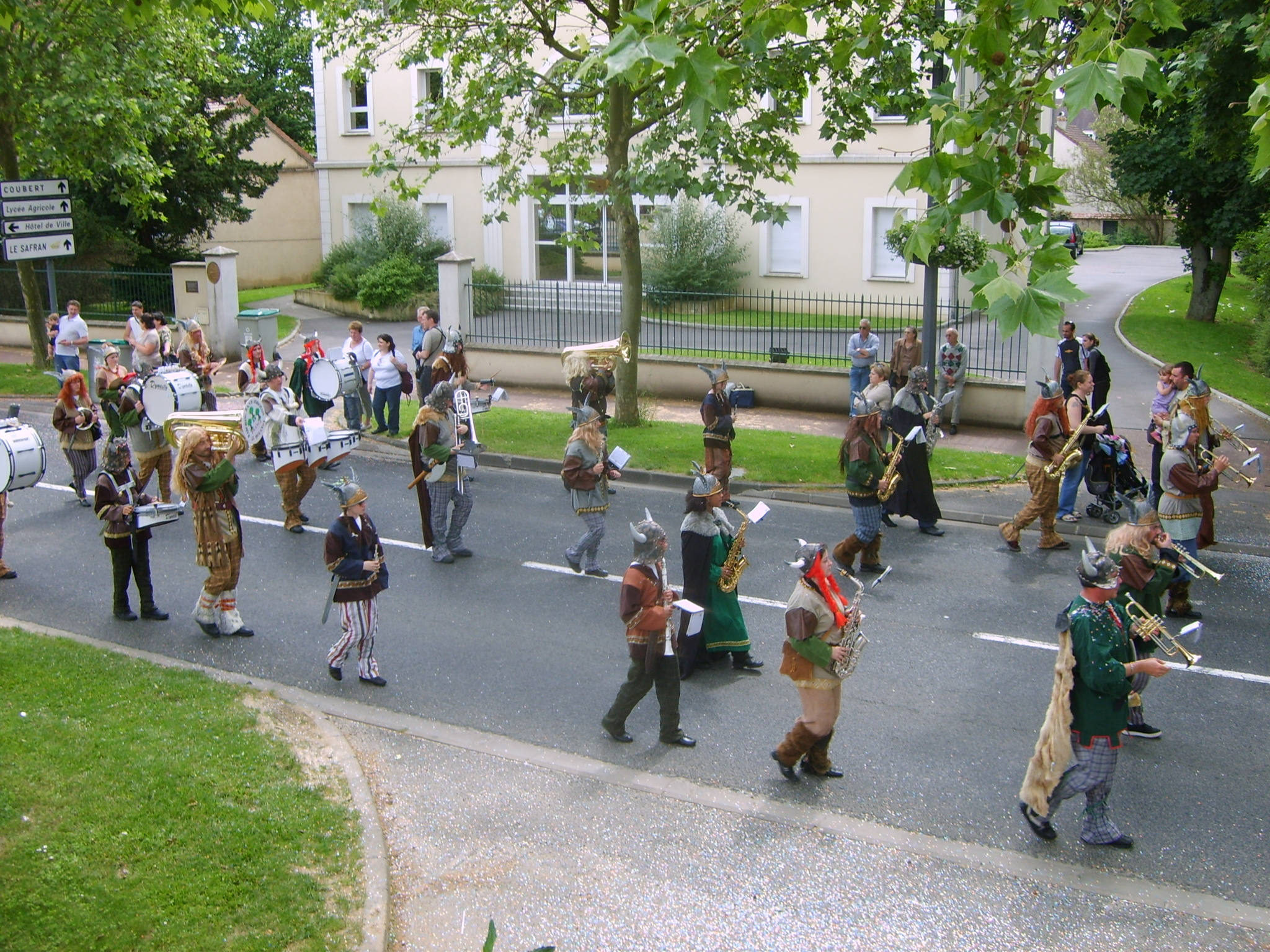
Asterix-parad under Fête des Roses i den franska orten Brie-Comte-Robert, 2008

## Handling
Mammorna i byn är missnöjda med den skolutbildning som Troubadix ger barnen i byn. Anförda av hövdingens hustru Bonemine förklarar de att de har skaffat en ny lärarinna från Lutetia. Truoubadix protesterar och hävdar att endast trubadurer och druider får undervisa, några kvinnliga lärare kan inte komma ifråga. Upprörd över att trots det bli överkörd bestämmer han sig för att lämna byn och bosätta sig i skogen.
Samma dag kommer den nya lärarinnan, Maestria, till byn. Obelix börjar gapskratta när han för första gången får se en kvinna klädd i byxor. Byns kvinnor tar dock emot henne och låter henne flytta in i Troubadix övergivna bostad. På kvällen blir det en mottagningsfest för Maestria och byns kvinnor vill gärna höra om det senaste Lutetia-modet. Hon tycker dock att männen i byn är riktiga bondtölpar och kallar byns kvinnor till möte där hon ska berätta vilken inställning "den moderna galliska kvinnan" har. Vid mötet dagen efter har alla kvinnor klätt sig i byxor och Maestria förklarar "Frigör er från slaveriet och slut upp i leden bland dem som säger nej till det maskulina tyranniet!".
Byns kvinnor tar snabbt till sig budskapet. Männen får diska och Majestix hustru Mina blir buren på skölden. Asterix blir ombedd av de andra männen att be Maestria att lämna byn. Istället för att överbringa budskapet bestämmer hon att Asterix får flytta in hos Obelix medan Maestria flyttar in i Asterix' hus. Och efter ännu ett möte på temat "Debatt om den frigjorda galliskan" utser byns kvinnor Bonemine till ny hövding medan Majestix flyttar ut i skogen.
Asterix kräver dock en omröstning. Hela byn är samlad. Byns kvinnor röstar för förslaget att Bonemine blir ny hövding. Ingen av männen vågar rösta för förslaget att Majestix då deras hustrur riktar skarpa blickar mot dem.
Efter omröstningen förklarar Maestra för Asterix att de två borde bilda familj – de två tillsammans skulle uträtta stordåd som att bli byns hövdingar. Asterix blir så upprörd över att höra att hon hela tiden har haft hövdingaposten i sikte att han slår till henne. Det nya byrådet (enbart kvinnor) sammankallas och dömer Asterix att lämna byn. Maestra förklarar att byn inte behöver några hjältar för att bevara sin frihet utan föreslår att byn ska ställa sig under romersk överhöghet. Inför detta förslag kallar Miraculix henne för "Huggorm" och hon kallar honom för "Gamla rugguggla". Miraculix stormar ut ur huset och förklarar att även han tänker lämna byn.
Även Asterix och Obelix följer honom och utanför byn står alla byns män samlade för att lämna byn.
För att lyckas betvinga byn har Julis Caesar en ny plan och har gett order till Claudius Enturibus att genomföra den. I allra största hemlighet kommer en specialtränad trupp till lägret Aquarium – ett kompani med kvinnliga soldater. De hittills obesegrade gallerna är alldeles för artiga och galanta för att kunna slå en kvinna och därmed blir det en barnlek att inta byn. Både Asterix och Obelix får dock se de nya trupperna och ger sig tillbaka i byn för att varna kvinnorna. Alla byns kvinnor har dock samlats i skolan där Maestra har ordnat en modevisning med Lutetias största modehus.
Byrådet samlas och Maestra förklarar att den kvinnliga legionen inte är något att oroa sig för utan beger sig till Aquarium för att ordna fred. Romarnas order är dock helt klara - att förstöra byn och skicka byborna till Tullianum, ett fängelse i Rom.
På vägen tillbaka kommer Maestra istället överens med Asterix om en plan för att vinna mot romarna. När de kvinnliga soldaterna ska patrullera i skogen överraskas de av ett hiskeligt oväsen som skrämmer iväg både skogens djur och soldaterna. Efter flera dagar där patrullerna skräms iväg ur skogen bestämmer sig deras centurion för att anfalla byn. Den kvinnliga legionen anfaller byn i god ordning men alla krigiska tankar försvinner när de får se vad som finns därinne - en stor modemässa med "varor direkt från Lutetia". Soldaterna ägnar sig snart åt de senaste parfymerna, underkläderna och smyckena.
Claudius Enturibus ger dock inte upp så lätt. Han vänder sig till de andra romerska lägren – Babaorum, Laudanum och Lillbonum – men deras anfall mot byn avvärjs på vanligt sätt av byns män med hjälp av Miraculix trolldryck. Därefter visar det sig att kvinnorna trots allt prat har saknat sina makar och när männen återkommer har kvinnorna återigen klätt sig i klänning. Segern över romarinnorna segras traditionellt med en stor fest på kvällen.

## Övrigt
- Lägg märke till att skräpet i Troubadix' hydda består av noter.
- "Desinit in piscem mulier formosa superne (Kvinna upptill så skön, slutar längst en fiskstjärt)" är ett citat från Horatius Ars poetica.